# رود شانون
رود شانون رودی است به که خور شانون می‌ریزد. این رود از کشور ایرلند می‌گذرد.

## خصوصیات
این رود طولانی‌ترین رودخانه در ایرلند است که ۳۶۰٫۵ کیلومتر (۲۲۴ مایل) است.
این رود در غرب ایرلند قرار دارد.